# 重力列車
重力列車（じゅうりょくれっしゃ、英: Gravity train）は、地球上の2点を結ぶトンネル内を惑星の重力を利用して移動する構想上の交通機関。実現すれば地球上の任意の2地点間を42分で移動することができる。

## 概要
重力を利用して列車を推進する概念は17世紀にロバート・フックがアイザック・ニュートンへ送った手紙で提案しており、19世紀にはフランス科学アカデミーで検討され、1893年にはルイス・キャロルがシルヴィーとブルーノの作中で記述していた。

## 原理
最速降下曲線状にトンネルを掘り、位置エネルギーを運動エネルギーに変換して進む。トンネル内は真空にして磁気浮上鉄道にすれば空気抵抗がなくなるので推進効率が高まる。実際には浮上していても渦電流により走行抵抗をゼロにするのは不可能なため、坂を上っても列車が同じ高さに戻ることはできない。よって、上り坂をリニアモーター等で引き上げる方法も考えられた。また、地球のマントルに到達するような大深度ではマントルが高温高圧の液体なのでそれに耐えうるトンネルを建設、維持する事は現時点では困難なため実現性は低いと考えられる。

## 今後の見通し
重力列車は、SFで古くから用いられていたが、現在に至っても解決の目処の立たない問題が山積みで実現の可能性は低いと考えられる。

## フィクションにおける重力列車
- トータル・リコール (2012)
ヨーロッパとオーストラリアを17分で結ぶ "フォール" が登場する[3]。